# زیردریایی یو-۱۳۵ (۱۹۴۱)
زیردریایی یو-۱۳۵ (۱۹۴۱) (به انگلیسی: German submarine U-135 (1941)) یک زیردریایی بود که طول آن ۶۷٫۱ متر (۲۲۰ فوت ۲ اینچ) بود. این زیردریایی در سال ۱۹۴۱ ساخته شد.